# Dominique Gallego
Dominique Anastasia Gallego Williams (Santiago, 5 de marzo de 1990) es una panelista y expresentadora de televisión chilena, participante en varios programas de telerrealidad de su país. Fue panelista del programa de farándula y espectáculo Alfombra roja y coanimadora del reality show Generaciones cruzadas. Fue coronada reina del Festival de Viña del Mar en su edición de 2013.

## Carrera televisiva
Inició su carrera televisiva a los 17 años, participando en la segunda temporada del reality show Pelotón, de Televisión Nacional de Chile. Después de ser eliminada del reality, Dominique se involucró en la farándula chilena, siendo invitada a distintos programas de espectáculos.
En junio de 2011, luego de años alejada de la televisión, ingresó al dating show 40 o 20, de Canal 13, donde un grupo de hombres de todas las edades, luchaban por conquistarla. Tras ingresar al programa, Gallego eliminó a la anterior protagonista Jennifer Mayani tras una votación de los propios pretendientes. El último capítulo fue emitido en noviembre de 2011, en el cual Gallego eligió como ganador al cordobés José Luis Bibbó. En enero de 2012 ambos ingresan como participantes al reality show Mundos opuestos, convirtiéndose en semifinalista gracias al apoyo del público. 
Tras el gran éxito conseguido en el programa, Canal 13 decide potenciarla y volverla un rostro oficial del canal. En octubre del 2012 decide entrar durante cinco días al reality show Pareja perfecta, marcando en su estadía una de las audiencias más altas del reality.
Dominique se desenvolvió como comentarista del programa de espectáculos y farándula de Canal 13 Alfombra roja. Participó también como modelo en el programa Sábado gigante, 50 años La Gala y además fue ganadora del segundo capítulo de Vértigo 2012, gracias al apoyo del público a través de la votación telefónica. Ganó la categoría Rostro Popular en los premios Gold Tie 2012. También ganó en la categoría Modelo de Televisión en los premios Copihue de Oro 2012.En 2013 fue elegida Reina del Festival de la Canción de Viña del Mar.
En marzo de 2014 Dominique Gallego debutó como actriz estable en la telenovela de Canal 13 Mamá mechona como Ignacia Novoa.
El 22 de agosto de 2016 regresa a Televisión Nacional de Chile como panelista del programa matinal Muy buenos días.

## Vida privada
Al ser un rostro común en la farándula chilena, Dominique no ha estado alejada de los escándalos. Entre sus romances, uno de los más reconocidos es el que mantuvo luego de su salto a la fama con Ernesto "Lolo" Elgueta. Después de muchos conflictos, e incluso posteriores acusaciones de maltrato intrafamiliar, Gallego decidió volver a Santiago, para transformarse en la protagonista del dating show 40 o 20, en donde escogió al modelo argentino José Luis "Joche" Bibbó como ganador. Ambos se reencontraron al ingresar al exitoso reality Mundos opuestos.  
Mantiene una relación con el abogado, político y actual alcalde elegido y electo de Puerto Montt (2024-2028), Rodrigo Wainraihgt y son padres de dos hijas. Dominique tiene un hijo mayor fruto de una relación anterior.[cita requerida]

## Trabajos en televisión
| Año       | Programa                               | Rol                                                            | Canal       |
| --------- | -------------------------------------- | -------------------------------------------------------------- | ----------- |
| 2007-2008 | Pelotón II                             | Participante (10.ª eliminada)                                  | TVN         |
| 2008      | Intrusos                               | Panelista / opinóloga                                          | La Red      |
| 2009      | Show de goles                          | Modelo                                                         | Chilevisión |
| 2011      | 40 o 20                                | Protagonista                                                   | Canal 13    |
| 2012      | Mundos opuestos                        | Participante (semifinalista eliminada)                         | Canal 13    |
| 2012-2014 | Alfombra roja                          | Panelista / opinóloga                                          | Canal 13    |
| 2012      | Sábado gigante                         | Modelo                                                         | Canal 13    |
| 2012      | Pareja perfecta                        | Invitada                                                       | Canal 13    |
| 2013      | Gala del 54.º Festival de Viña del Mar | Candidata a Reina del 54.º Festival de Viña del Mar (Ganadora) | Chilevisión |
| 2013      | City Tour                              | Invitada                                                       | 13C         |
| 2013      | Mundos opuestos 2                      | Invitada                                                       | Canal 13    |
| 2014      | Gala del 55.º Festival de Viña del Mar | Reina del 54.º Festival de Viña del Mar                        | Chilevisión |
| 2014      | Generaciones cruzadas                  | Coanimadora                                                    | Canal 13    |
| 2016      | Pelotón, la historia del honor         | Entrevistada                                                   | TVN         |
| 2016      | Buenos días a todos                    | Panelista                                                      | TVN         |

### Otras apariciones
- Hombre al agua (TVN, 2009) - Concursante
- Quién quiere ser millonario: alta tensión (Canal 13, 2011) - Participante
- Teletón 2011 (Canal 13, 2011) - Telefonista
- Bienvenidos (Canal 13, 2012) - Invitada
- Mentiras verdaderas (La Red, 2012) - Invitada
- Vértigo 2012 (Canal 13, 2012) - Ganadora
- AR Prime (Canal 13, 2013) - Invitada
- Juga2 (TVN, 2013) - Invitada
- Más vale tarde (Mega , 2013) - Invitada
- Vitamina V (TVN, 2013) - Invitada
- Adopta un famoso (TVN, 2014) - Invitada[4]
- La movida del Mundial (Canal 13, 2014) - Invitada
- Locos por el Mundial (Chilevisión, 2014) - Invitada
- La Divina Comida (Chilevisión, 2016) - Participante anfitriona

### Series
| Año  | Serie/Teleserie                  | Rol                 | Canal       |
| ---- | -------------------------------- | ------------------- | ----------- |
| 2008 | Teatro en Chilevisión            | Acuarela (Invitada) | Chilevisión |
| 2008 | Mala conducta                    | Paramédico (Cameo)  | Chilevisión |
| 2012 | Directo al Corazón //Bienvenidos | Dominga             | Canal 13    |
| 2013 | Las Vega's                       | Ella misma (Cameo)  | Canal 13    |
| 2014 | Mamá Mechona                     | Ignacia Novoa       | Canal 13    |

## Premios y nominaciones
| Año  | Premio                        | Categoría                       | Resultado |
| ---- | ----------------------------- | ------------------------------- | --------- |
| 2012 | Premios Gold Tie              | Rostro Popular Juvenil Femenino | Ganadora  |
| 2012 | Copihue de Oro                | Modelo de TV                    | Ganadora  |
| 2013 | 54.º Festival de Viña del Mar | Reina del Certamen              | Ganadora  |